# Sezona Velikih nagrad 1919
Sezona Velikih nagrad 1919 je bila dvanajsta sezona Velikih nagrad, dirke niso bile povezane v prvenstvo. 

## Velike nagrade
| Velika nagrada   | Dirkališče   | Datum        | Zmag. dirkač  | Zmag. moštvo | Poročilo |
| ---------------- | ------------ | ------------ | ------------- | ------------ | -------- |
| Indianapolis 500 | Indianapolis | 31. maj      | Howdy Wilcox  | Peugeot      | Poročilo |
| Targa Florio     | Madonie      | 23. november | André Boillot | Peugeot      | Poročilo |